# Tomáš Souček
Tomáš Souček (født 27. februar 1995) er en tjekkisk professionel fodboldspiller, som spiller for Premier League-klubben West Ham United og Tjekkiets landshold.

## Klubkarriere

### Slavia Prag
Souček begyndte sin professionelle karriere med Slavia Prag, hvor han debuterede i 2014. Efter en lejeaftale til FK Viktoria Žižkov i 2015, havde han sit gennembrug hos Slavia. Souček mistede dog sin plads efter en skadesperiode, og blev i 2017 udlånt til FC Slovan Liberec. Efter denne lejeaftale sikrede han igen sin plads på førsteholdet.
Souček blev kåret som årets fodboldspillet i Tjekkiet i 2019.
Han var i sin tid hos Slavia med til at vinde det tjekkiske mesterskab og den tjekkiske pokaltunering 2 gange.

### West Ham United
Souček skiftede i januar 2020 til West Ham United på en lejeaftale. Aftalen blev gjort permanent i juni 2020.
Souček vandt i 2020 igen årets spiller i Tjekkiet. Efter 2020-21 sæsonen, blev han valgt til sæsonens spiller i West Ham.

## Landsholdskarriere

### Ungdomslandshold
Souček har repræsenteret Tjekkiet på flere ungdomsniveauer.

### Seniorlandshold
Souček debuterede for Tjekkiet landshold den 15. november 2016.

## Titler
Slavia Prague
- Tjekkiske 1. liga: 2 (2016–17, 2018–19)
- Tjekkiske pokaltunering: 2 (2017–18, 2018–19)

West Ham United
- UEFA Europa Conference League: 1 (2022-23)

Individuelle
- Årets Spiller i Tjekkiet: 3 (2019, 2020, 2023)
- Sæsonens Spiller i West Ham United: 1 (2020–21)